# Les McCann
Leslie Coleman McCann (Lexington, Kentucky, 23 de septiembre de 1935-29 de diciembre de 2023) fue un pianista, cantante y compositor de jazz estadounidense. Es una de las figuras centrales del llamado funky jazz.

## Historial
Instalado en California, en 1959, comenzó acompañando al cantante Eugene McDaniels, aunque pronto formó su propio trío, con el que tocó a comienzos de los años 1960, frecuentemente, en clubs de Nueva York. Tras tocar en la escena del West Coast jazz, consigue un cierto éxito cuando comienza a cantar, especialmente con el tema "Compared to What". Viaja con frecuencia a Europa y comienza a experimentar con sintetizadores y sonidos eléctricos, además de impulsar a músicos como Roberta Flack o Monty Alexander y participar en grandes conciertos con figuras del R&B y el rock, como el concierto de Acra (1971) recogido en el film "Soul to Soul". A mitad de los años 1990, y tras una gira con Eddie Harris, un infarto le separa definitivamente de la escena musical.

## Discografía
- Plays The Truth, 1960, Pacific Jazz.
- The Shout, 1960, Pacific Jazz.
- Groove 1961, Pacific Jazz, con Richard "Groove" Holmes y Ben Webster.
- In San Francisco 1961, Pacific Jazz.
- Les McCann in New York, 1961, Pacific Jazz.
- Stormy Monday, 1962, Capitol, con Lou Rawls.
- Somethin' Special, 1962, Pacific Jazz, con Richard "Groove" Holmes.
- In New York, 1962, Pacific Jazz, con Stanley Turrentine.
- On Time, 1962, Pacific Jazz.
- The Gospel Truth, 1963, Pacific Jazz.
- Soul Hits, 1963, Pacific Jazz.
- Plays The Shampoo At The Village Gate, 1963, Pacific Jazz.
- Jazz Waltz, 1964, Pacific Jazz, con The Jazz Crusaders.
- New From The Big City, 1964, Pacific Jazz.
- Spanish Onions, 1964, Pacific Jazz.
- McCanna, 1964, Pacific Jazz.
- McCann/Wilson, 1965, Pacific Jazz, con la big band de Gerald Wilson.
- But Not Really, 1965, Limelight Records.
- Plays The Hits, 1967, Limelight.
- Django, 1968, Sunset Records-Liberty Records.
- Live At Shelly's Manne Hole, Limelight.
- Beaux J. Pooboo, Limelight.
- Bucket O' Grease, Limelight.
- Live At The Bohemian Caverns, Washington, DC, Limelight.
- Poo Boo, Limelight.
- Much Les, 1969, Atlantic.
- Swiss Movement, 1969, Atlantic, con Eddie Harris.
- Comment, 1970, Atlantic.
- Second Movement, 1971, Atlantic, con Eddie Harris.
- Invitation To Openness, 1972, Atlantic.
- Talk To The People, 1972, Atlantic.
- Fish This Week, 1973, Blue Note/United Artists.
- Layers, 1973, Atlantic.
- Live at Montreux, 1973, Atlantic.
- Another Beginning, 1974, Atlantic.
- Hustle To Survive, 1975, Atlantic.
- River High, River Low,1976, Atlantic.
- Change Change Change; Live At The Roxy, 1977, ABC.
- The Man, 1978, A&M.
- Tall, Dark & Handsome, 1979, A&M.
- The Longer You Wait, 1983, JAM.
- McCann's Music Box, 1984, JAM.
- The Butterfly, 1988, Stone.
- More Of Les, 1989
- Relationships: The Les McCann Anthology, 1993, Rhino/Atlantic.
- On The Soul Side, 1994, MusicMasters.
- Piano Jazz, 1996, NPR Piano Jazz Series, con Marian McPartland.
- Listen Up!!, 1996, Music Masters.
- Pacifique, 1998, Music Masters, con Joja Wendt.
- How's your mother?, 1998, 32JAZZ.
- Pump it up, 2002, France.
- Jazz Legend Project, 2004, Megaphon.